# Куинси (Иллинойс)
Куинси (англ. Quincy, произносится /'kwɪn(t)sɪ/) — город на севере США, в округе Адамс, штат Иллинойс, расположенный на реке Миссисипи. Является 11-м среди городов штата по численности населения и служит экономическим и культурным центром западной части Иллинойса. Осенью 2010 года Куинси занял 8-е место среди малых городов США с наиболее благоприятной обстановкой для роста и развития ребёнка по версии журнала Forbes.

## История
Ранее территорию, где сейчас расположен город, населяли индейские племена сауки, фоксы и кикапу.

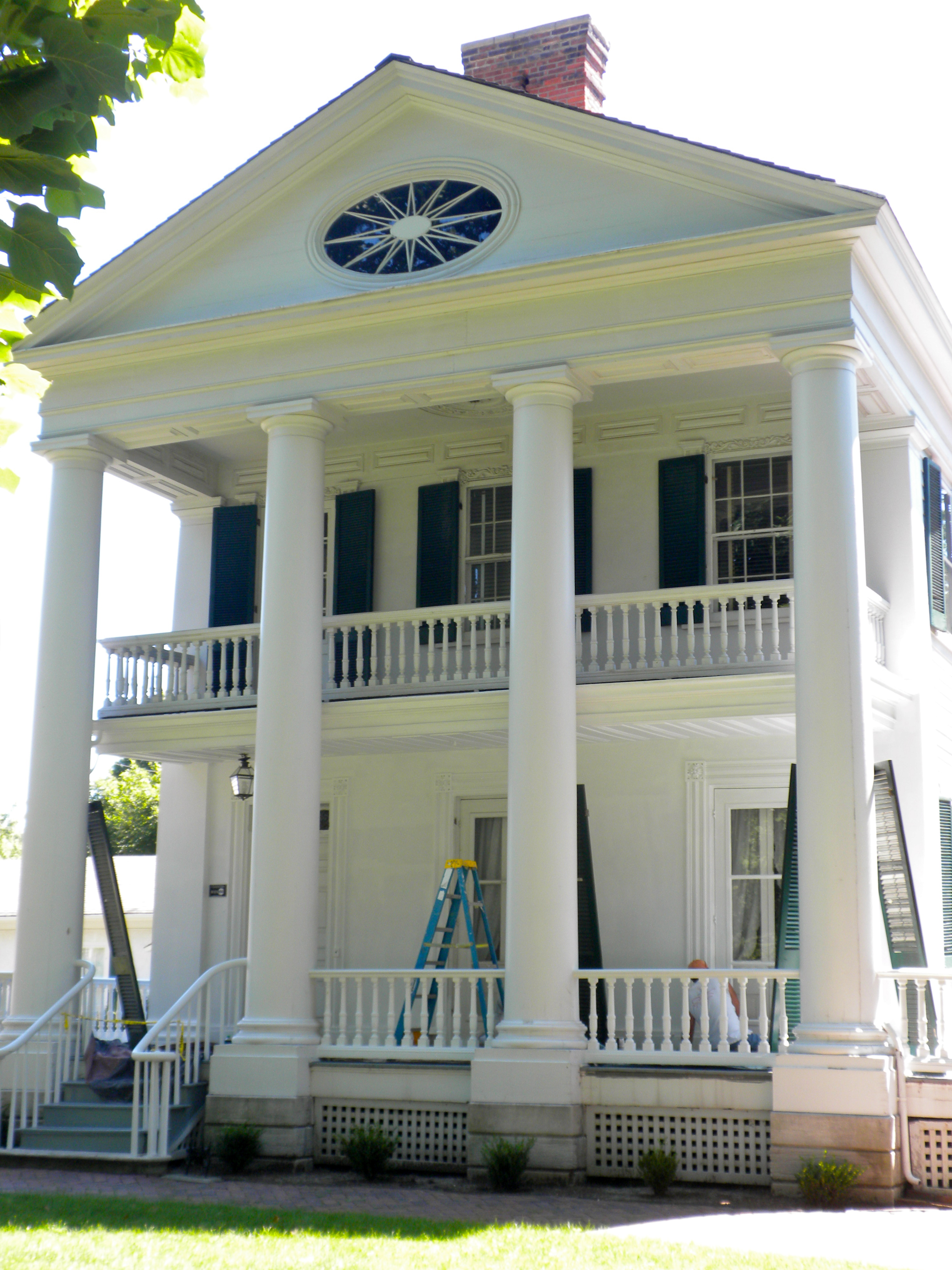
Дом основателя города — Джона Вуда

Основателем и первым поселенцем города считается Джон Вуд, который переселился на эти земли из Морейвии, Нью-Йорк в 1818 году. Он выкупил 160 акров (0,65 км²) земли у ветерана за $ 60 и в следующем году поселился в местечке Блафс, с 1825 года известное как Куинси. В 1856 году Джон Вуд был избран вице-губернатором штата Иллинойс, а в 1860 году — губернатором.
В 1825 году Куинси стал административным центром округа Адамс, названного в честь новоизбранного президента США Джона Куинси Адамса.
Первоначально население Куинси росло за счёт переселенцев из Новой Англии, переезжавших на запад в поисках лучших земель. В 1840-е годы сюда хлынула волна немецких иммигрантов, которые покинули Европу после революций в немецких провинциях и принесли с собой столь необходимые навыки для развития сообщества.

### Миграция мормонов и гражданская война

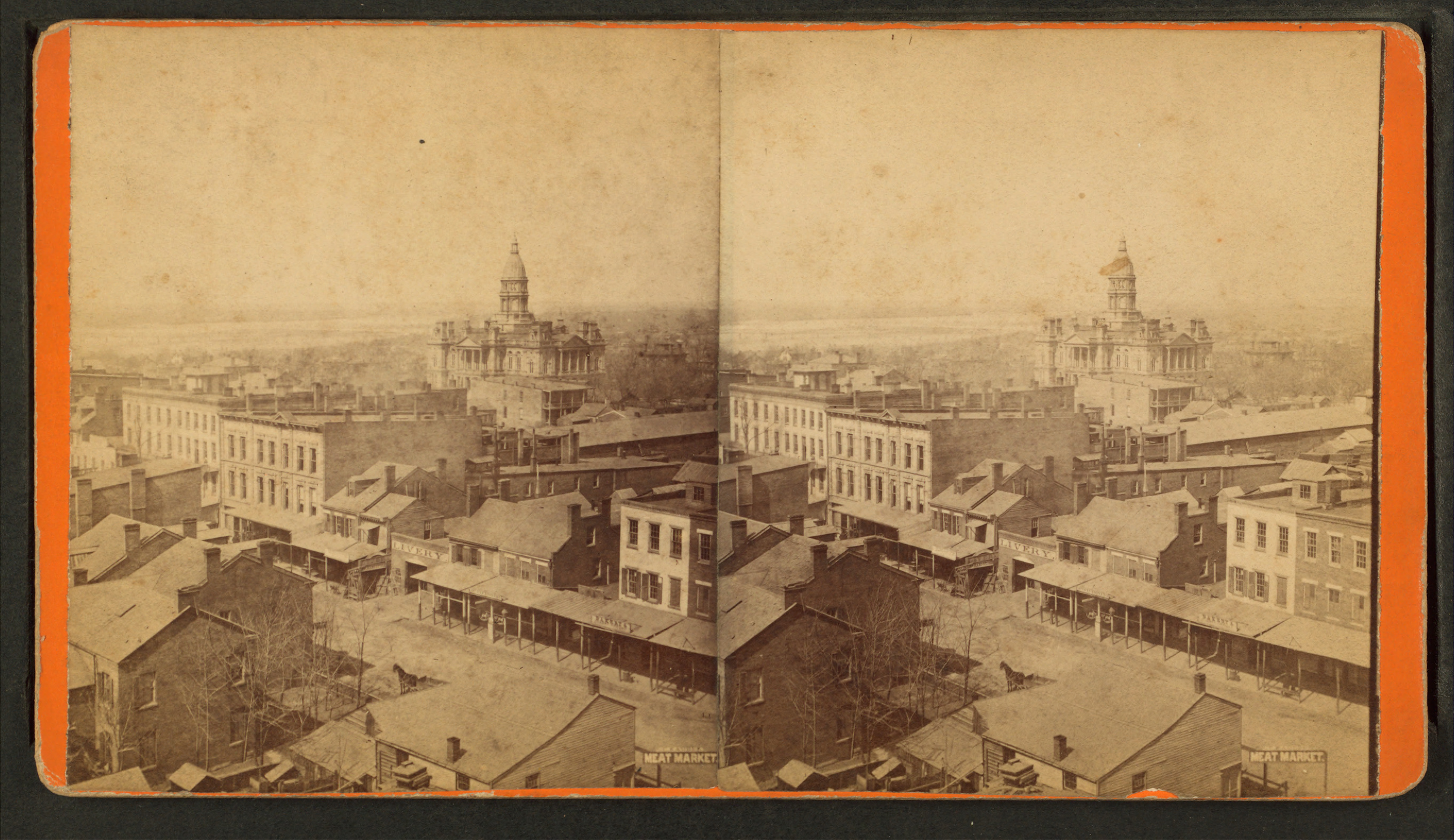
Вид с судейского дома (1880)

Зимой 1838—1839 годах 5 тысяч членов Церкви Иисуса Христа святых последних дней, пытавшихся создать поселения в штате Миссури, были оттуда изгнаны и направились в Куинси. Несмотря на то, что число прибывших значительно превышало население города, жители всё же предоставили мормонам пищу и кров. Затем президент церкви Джозеф Смит повёл своих последователей вверх по реке, где в 64 км отсюда ими был выкуплен городок Коммерс, переименованный затем в Наву. Доброту жителей мормоны помнят и по сей день, так в 2002 году хор Мормонской Скинии дал благотворительный концерт в Куинси, а доходы от него передал городу в знак благодарности.

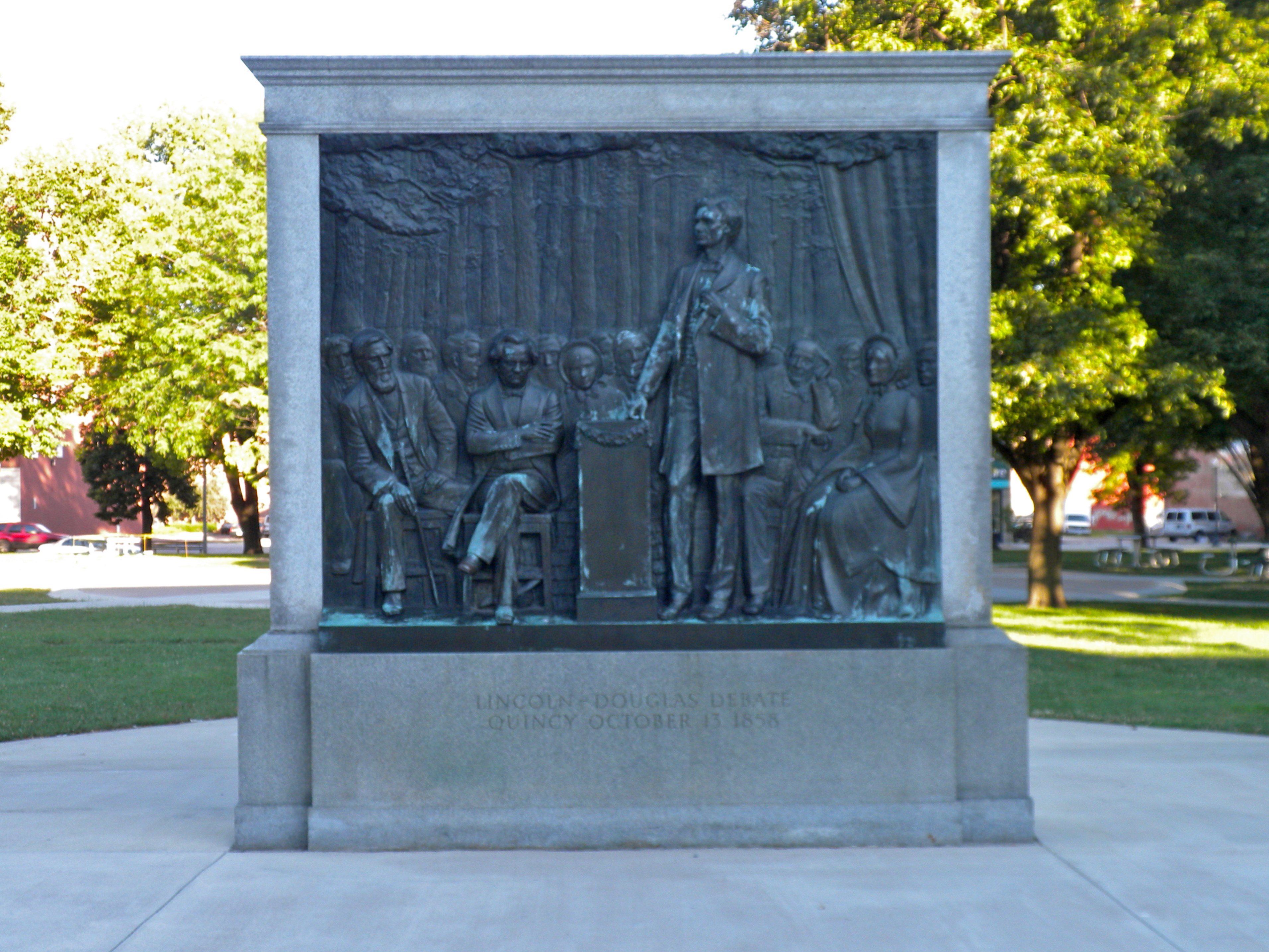
Монумент, установленный в честь знаменательного события города — предвыборных дебатов С. Дугласа и А. Линкольна

В 1858 году Куинси был местом проведения дебатов на выборах в Сенат США между Стивеном Дугласом и его оппонентом Авраамом Линкольном. В 1860 году Линкольн и Дуглас вновь стали соперниками, уже во время президентской кампании, в которой Куинси стал местным отделением военизированной организации Wide Awakes, поддерживающей Линкольна и республиканскую партию. 25 августа 1860 года город был вовлечён в насильственные противостояния политического митинга в городке Пейсон.
Вопрос рабства был одним из важнейших для Куинси, в виду расположения города у границы штата Миссури, который был очагом политических разногласий по этому вопросу. В итоге Куинси и сам стал таким очагом. На действовавшей в то время подпольной железной дороге, перевозившей негров-рабов на север, Куинси был первой станцией по пути следования в Чикаго.
Гражданская война привела к росту благосостояния города, кроме того большинство мигрировавших в штат Юта мормонов в 1860-х годах добирались по железной дороге до Куинси, а затем на лодках пересекали реку Миссисипи и продолжали своё путешествие.
К 1870 году Куинси стал вторым по величине городом Иллинойса после Пеории. Завершилось строительство железнодорожного моста через реку, что связало Куинси с такими городами как Омаха и Канзас-Сити. Это оказало значительное влияние на развитие торговли и судоходства.

### Современный период
На протяжении многих лет город рос и улучшался, много было сделано и для сохранения исторических районов, экологии. Куинси известен крупнейшей популяцией кизила и с 1986 года входит в программу Tree City USA, предусматривающей посадку и тщательный уход за деревьями.

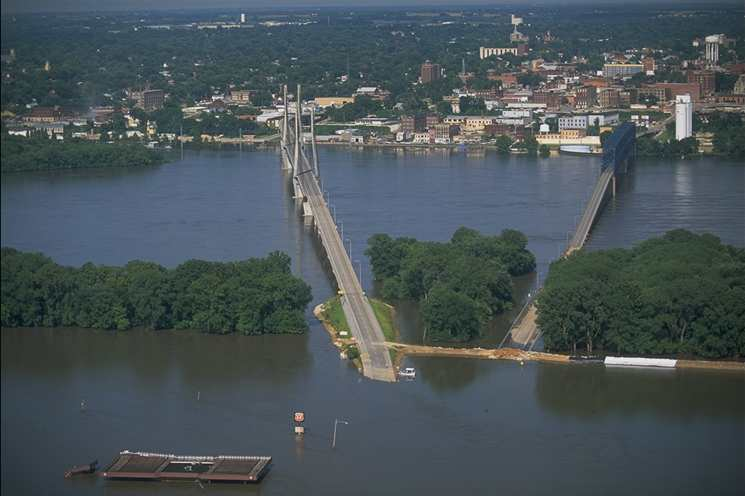
(1993)

В 1993 году произошло наводнение реки Миссисипи, уровень воды поднялся на рекордную отметку в 9,81 метра, что на 4,6 метра выше предельно допустимого уровня, из-за чего многим предприятиям города был нанесён значительный ущерб. Некоторое время мост Бейвью, один из двух мостов Куинси, был единственным открытым мостом через Миссисипи между Алтоном, Иллинойс и Берлингтоном, Айова. 16 июля и мост Бейвью был закрыт на 40 дней, когда его западная часть оказалась в воде.
В 1990-х годах Куинси был известен как центр парашютного спорта, здесь с 1990 по 2001 год ежегодно проводилась Всемирная конвенция свободного падения (WFFC). После проблем с употреблением алкоголя несовершеннолетними, наготой, ночными хулиганствами приезжающих гостей, было существенно увеличено количество полиции, производился тщательный досмотр на наличие наркотиков, полицейские патрулировали палаточный городок, пресекая хулиганские выходки, что ощутимо повлияло на число участников, желающих посетить это мероприятие, которое в итоге городской совет предложил вовсе закрыть.
Дважды (1962 и 1985) город был награждён премией «All-America City Award» (с англ. — «Всеамериканский город») присуждаемой Национальной гражданской лигой, которую неофициально называют «Нобелевской премией за конструктивное гражданство» и которая выдается за активную гражданскую позицию жителей некорпоративных сообществ Соединённых Штатов в жизни местного самоуправления.

## География
Куинси расположен на берегу реки Миссисипи и залива Куинси (39°55′56″ с. ш. 91°23′19″ з. д.).
По данным переписи населения США, город имеет общую площадь 37,9 км² (14,6 миль²), из которых 0,1 км² (0,04 миль²) территории — вода.

## Население
По данным переписи 2000 года общая численность населения Куинси составила 40 336 человек, плотность населения — 1 066 человек на км².
Расовый состав населения:
- белые — 93,02 %
- афроамериканцы — 4,65 %
- коренные американцы — 0,19 %
- азиаты — 0,54 % и др.

В городе насчитывается 16 546 домохозяйств, из которых 28,6 % имеют детей в возрасте до 18 лет. В 46,3 % домохозяйств проживают супружеские пары, в 11,6 % — женщины без мужей, в 38,9 % — не имеющие семьи. Средний размер домохозяйства 2,3 человека, семьи — 2,94 человека. На каждые 100 женщин в городе приходится 88,3 мужчин.
Распределение населения по возрасту:
- до 18 лет — 23,4 %
- от 18 до 24 лет — 10 %
- от 25 до 44 лет — 25,8 %
- от 45 до 64 лет — 20,9 %
- от 65 лет — 19,9 %

Средний доход на домашнее хозяйство в городе составляет $ 30 956, а средний доход на семью составляет $ 40 718 в год. Доход на душу населения — $ 17 479. Около 9,2 % семей и 12,2 % населения находятся ниже черты бедности, из них 15,2 % моложе 18 лет и 8,3 % в возрасте 65 лет и старше.

## Правительство
Городской совет Куинси разделён на 7 палат, в каждую из которых избираются 2 члена сроком на 4 года. Мэром назначаются также ответственные лица в комиссии, отвечающие за различные вопросы, такие как ремонт улиц, аллей тротуаров, вывоз мусора, уборка снега и т. п. Мэр избирается голосованием жителей города.
Заседания городского совета проводятся в зале совета каждый понедельник в 7 часов 30 минут вечера. Если этот день попадает на праздник, то встреча проводится на следующий день в то же время и в том же месте. У жителей города есть право присутствовать на таких собраниях.

## Экономика
В число компаний, базирующиеся в Куинси, входят Niemann Foods и Gardner Denver. Предоставляет свои услуги корпорация Harris. Также в городе находится Titan Wheel (Titan International). Больница Благословения и система общественных школ Куинси входят в число крупнейших работодателей в городе.
В 1978 году в Куинси формируется частный фонд экономического развития, призванный сохранить существующий бизнес и привлечь новых сюда новых инвесторов и предпринимателей. Это сыграло важную роль в формировании целого бизнес-района в совокупности с другими населёнными пунктами. В целом же, экономические показатели Куинси находятся чуть выше средних значений по стране.
Стоимость жизни в Куинси значительно ниже среднего показателя по стране, а также в среднем ниже стоимость продуктов питания, коммунальных услуг и другие расходы.

## Достопримечательности и мероприятия

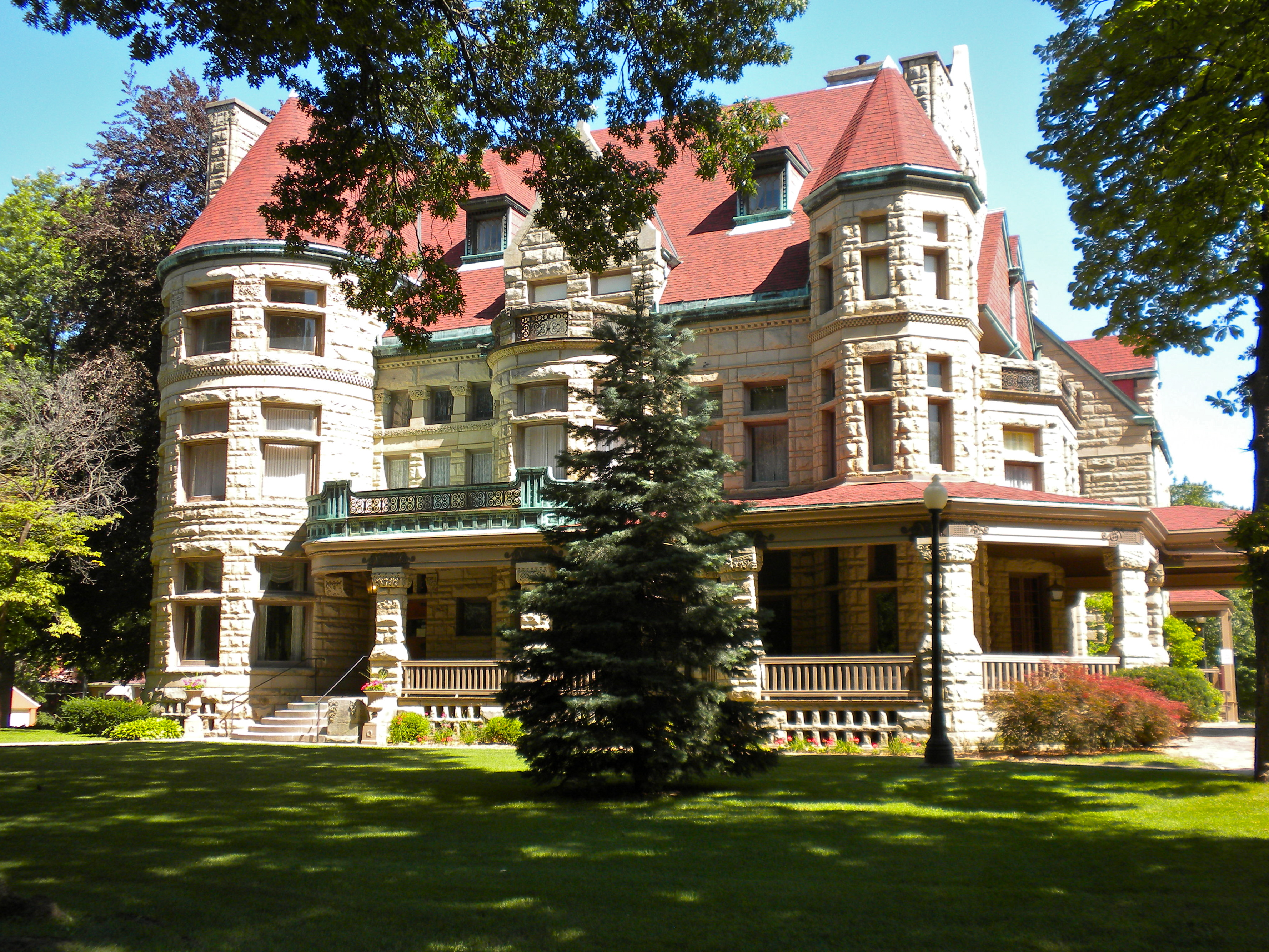
Дом-музей Ричарда Нькомба

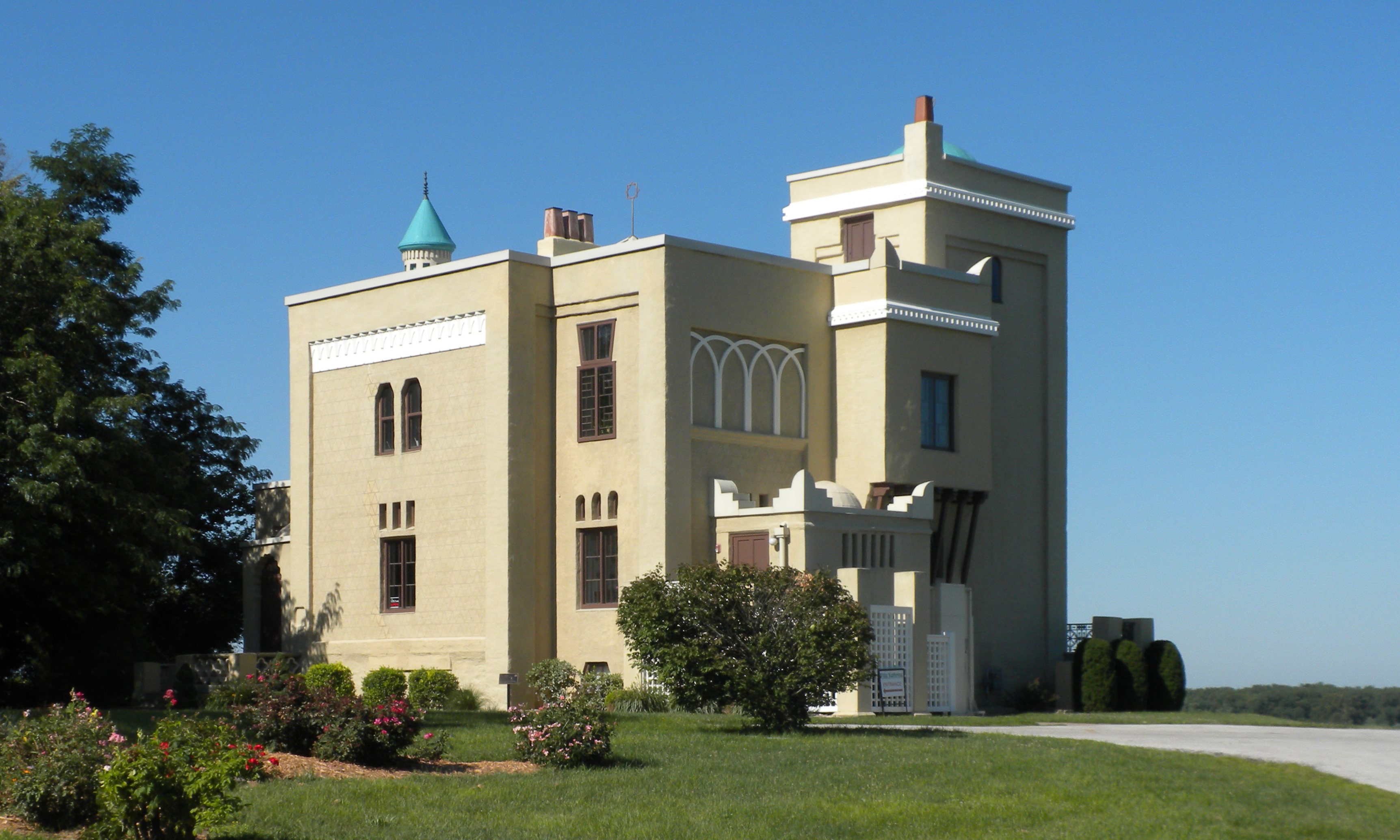
Замок Вилла Катрина

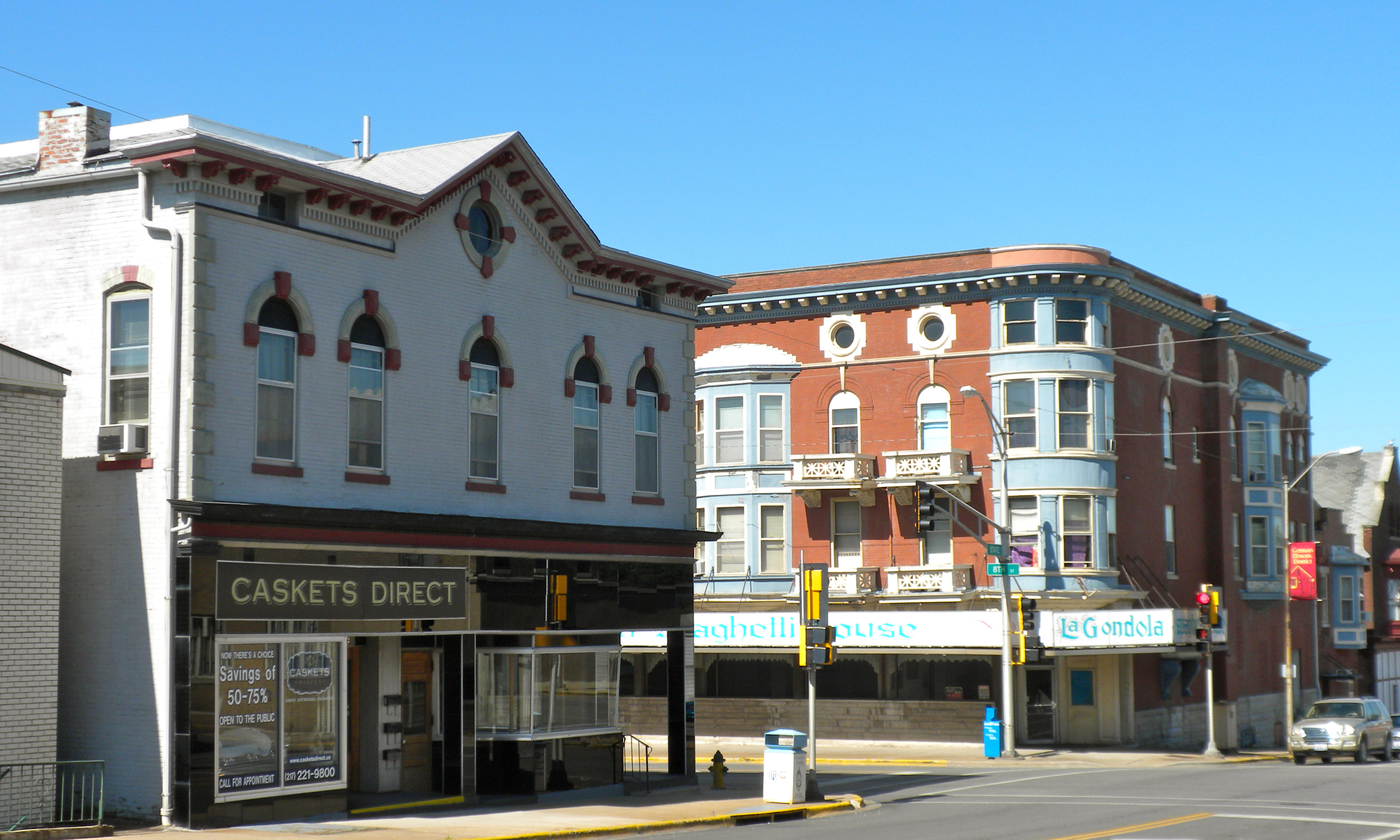
Южная сторона немецкого исторического района

В исторических районах Куинси находятся многочисленные памятники архитектуры, многие из которых внесены в Национальный реестр исторических мест США. Среди них: здание компании Coca-Cola, Исторический центр города, Офис и студия Эрнеста Вуда (1912), Дом основателя города Джона Вуда (1835), Дом Моргана-Уэллса (1860), Дом Ричарда Ньюкомба, Дом Роберта Гарднера (1873), Южная сторона немецкого исторического района, Почтовое отделение и здание суда, Дом Уильяма Уорфилда и другие. Население города поначалу формировалось за счёт иммигрантов из Германии, и это в целом повлияло на его архитектурный стиль.
Также известные достопримечательности города включают: Музей Куинси, Музей архитектуры и дизайна Гарднера, Центр искусств Куинси. На отвесном берегу реки Миссисипи расположен небольшой мавританский замок Вилла Катрина, пример средиземноморской архитектуры. Имеются и несколько церквей в готическом стиле.
Городом регулярно организовываются массовые мероприятия. На набережной Куинси ежегодно проводятся фейерверк-шоу, турнир рыболовов и кинофестиваль «Кино на Мадди». Также здесь проводится ежегодный чемпионат по гольфу, на который приезжают молодые, талантливые игроки со всего мира. В 2007 году появилось ещё одно развлекательное мероприятие «Дым на реке» — конкурс на приготовление лучшего барбекю.
Летом в Парке Вашингтон функционирует галерея искусств, где выставляют на продажу свои работы художники округа, штата и страны, посетителям предоставляется питание, развлекательные программы и конкурсы. С 1990 года проходит турнир по баскетболу, проводятся концерты блюза, кизиловый фестиваль, парад ретро автомобилей и т. д.

## Транспорт
К югу от Куинси проходит межштатная автомагистраль I-72.
В восточном пригороде (8 км от Куинси) расположен региональный аэропорт, эксплуатируется авиакомпанией Cape Air, которая предлагает 6 ежедневных рейсов, а также имеет код-шер соглашение с American Airlines. Длина самой протяжённой взлётно-посадочной полосы — 7089 футов (2161 м).
В городе работают 4 автобусных маршрута общественного транспорта, каждый из которых имеет два режима работы. По первому, движение осуществляется с понедельника по субботу, с 6 часов утра до 6 часов вечера. По второму, в воскресные и праздничные дни, проходит по укороченному маршруту.

## Города-побратимы
У Куинси два города-побратима:
- Херфорд, Германия
- Цзясин, Китай

## Известные жители и уроженцы
- Мэри Астор (1906—1987) — американская актриса, обладательница премии «Оскар» в 1941 году, известная также как автор пяти новелл.
- Пол Тиббетс (1915—2007) — бригадный генерал Военно-воздушных сил США. Известен в первую очередь как пилот бомбардировщика Enola Gay, который сбросил атомную бомбу на японский город Хиросима во время Второй мировой войны.